# Tadeusz Modrzejewski

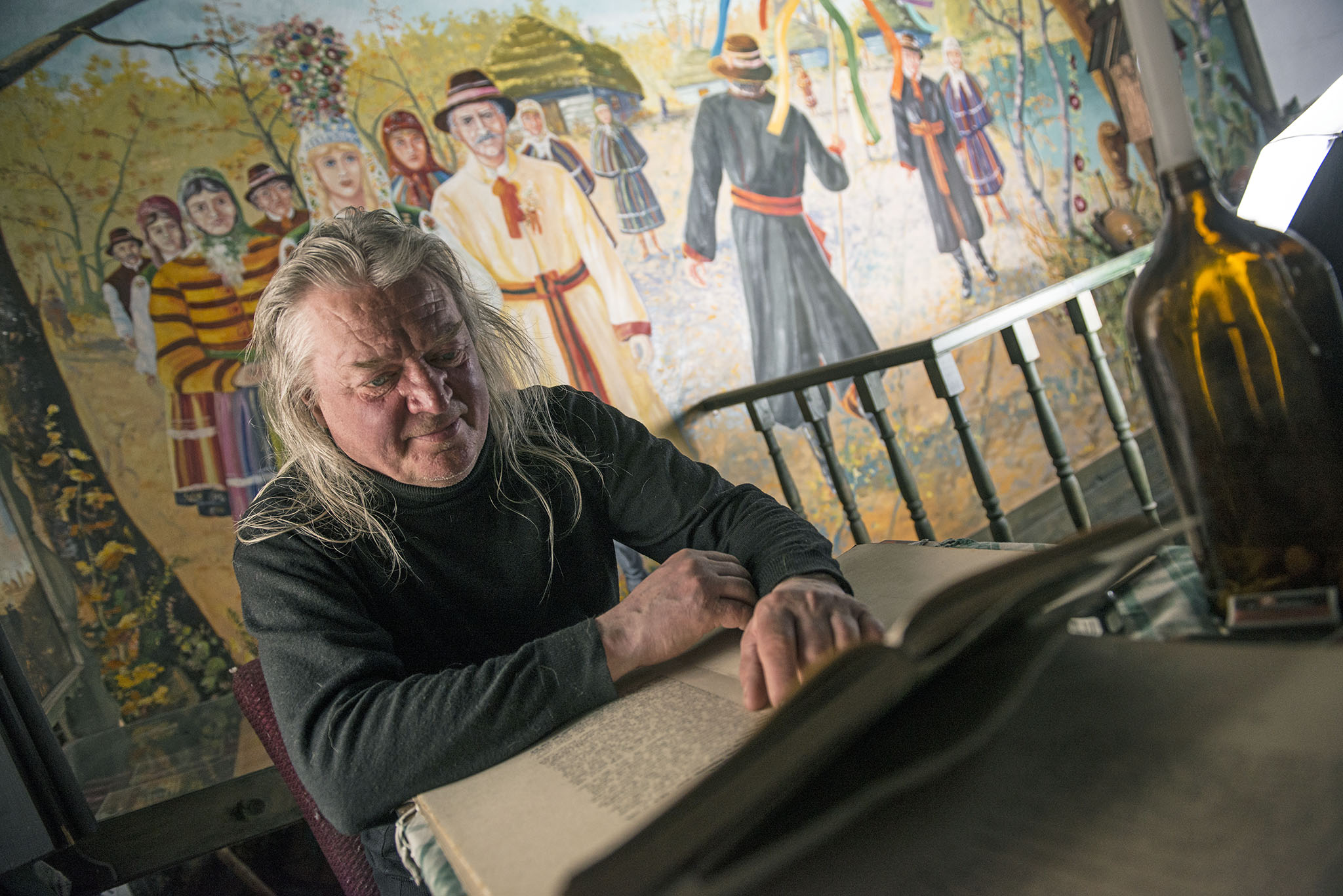
Modrzejewski podczas pracy w muzeum (2014)

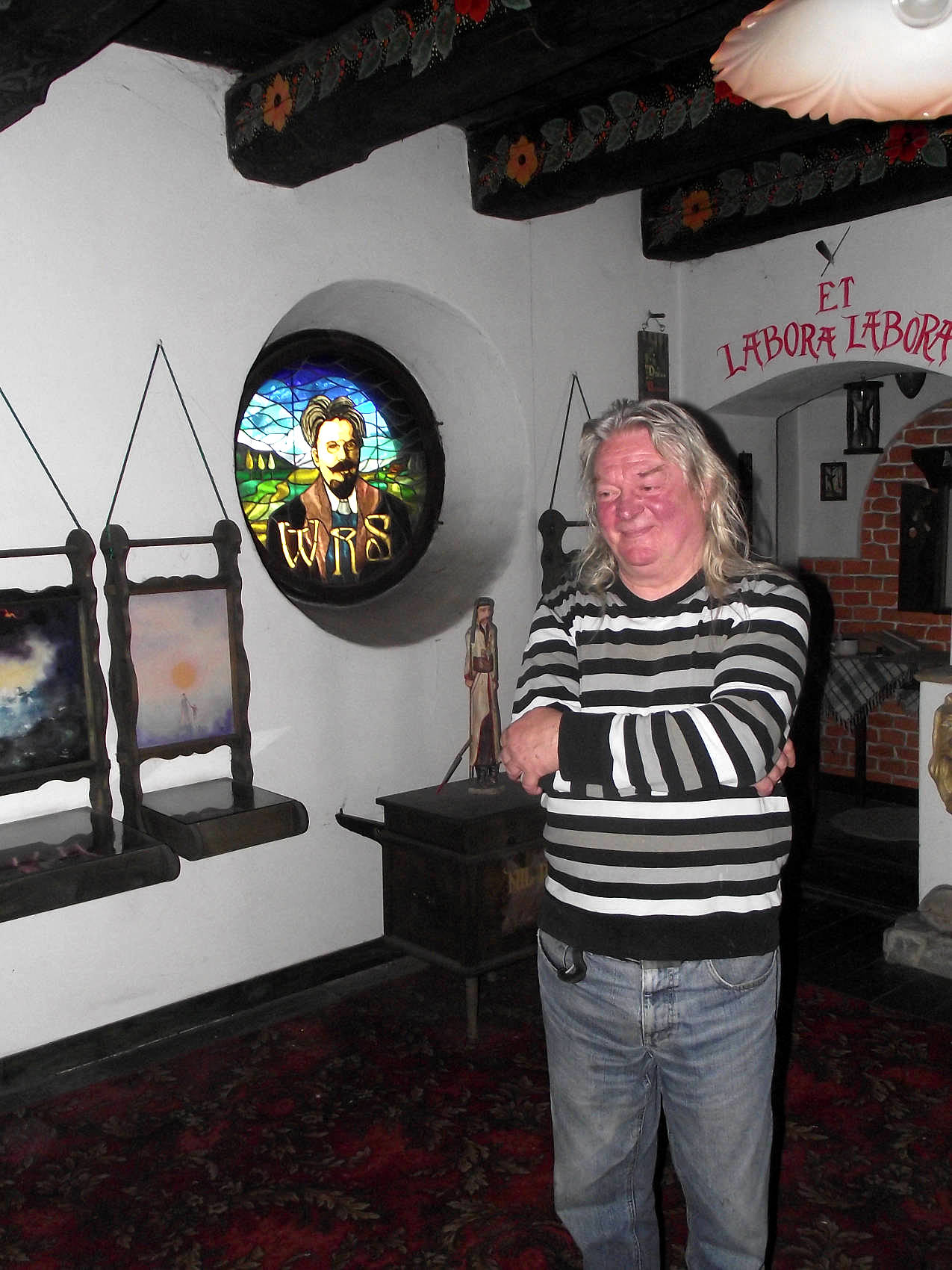
Modrzejewski w muzeum obok witraża z wizerunkiem Władysława Reymonta (2014)

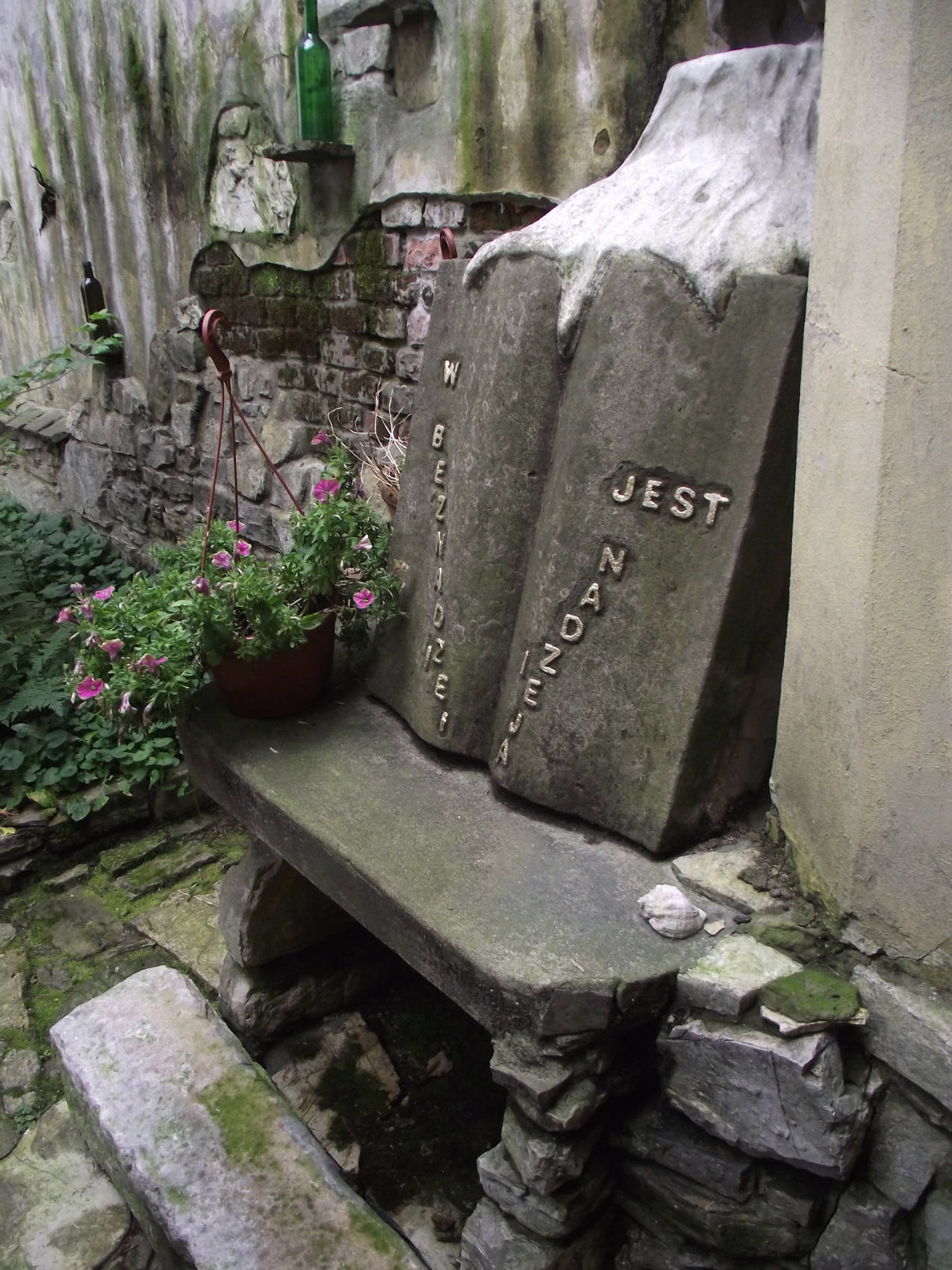
Kamień na podwórzu kamienicy przy ulicy Pankiewicza 1 z wyrytym hasłem „W beznadziei jest nadzieja”, które Modrzejewski uznawał za swoje motto

Tadeusz Modrzejewski (ur. 8 czerwca 1952, zm. 27 marca 2024) – polski skryba, malarz, rzeźbiarz i ilustrator amator, założyciel i kustosz Muzeum Literatury im. Władysława Reymonta w Bielsku-Białej, z zawodu tkacz. 

## Życie i twórczość
Uczęszczał do szkoły zawodowej, nie został przyjęty do liceum plastycznego. W młodości pracował jako tkacz w bielsko-bialskim przemyśle włókienniczym. 
Modrzejewski wyrażał przekonanie o metafizycznej łączności z postacią Władysława Reymonta. Twierdził, że od dzieciństwa objawiał mu się w snach mężczyzna, który przepowiedział mu „życie w dwóch światach, rzeczywistym i magicznym o epokę wcześniej”, a także ubóstwo i bycie niedocenionym, po tym, jak odnajdzie i przekroczy „bramę snów i marzeń”, w której się spotykali. Po obejrzeniu ekranizacji Chłopów, przy okazji której wyświetlono w telewizji podobiznę autora powieści, miał rozpoznać, że to właśnie ów pisarz jest tym człowiekiem ze snów. Wyśnioną bramą okazał się natomiast przejazd bramny oddzielający ulicę Pankiewicza i Słowackiego na Starym Mieście w Bielsku-Białej. W swoich wypowiedziach Modrzejewski często przytaczał również numerologiczne i inne analogie, jakie miały występować w jego i pisarza życiorysie: Reymont urodził się 7 maja jako piąty z dziewięciorga rodzeństwa, Modrzejewski 8 czerwca jako czwarty z ośmiorga; Reymont zmarł w 1925, podczas gdy Modrzejewski urodził się w 1952; Reymont wyuczył się z konieczności za krawca, Modrzejewski za tkacza; obu spotykało porażenie przysenne. 
Pierwszą książką, której przepisania się podjął, była powieść Chłopi. Zajęło mu to osiem lat, począwszy od 1982. Twierdził, że motywacją do ręcznego przepisania czterotomowego dzieła była dysleksja, która utrudniała mu zapamiętanie czytanej treści. Początkowo na swoją pracownię przekształcił mieszkanie w bloku z wielkiej płyty, które udekorował ręcznie malowanymi scenami z Lipiec Reymontowskich.
W 1989 wynajął od miasta lokal w kamienicy przy ulicy Pankiewicza 1, tuż przy charakterystycznym przechodzie bramnym. Przebudował go na swoją pracownię i przestrzeń wystawienniczą, dając początek Muzeum Literatury im. Władysława Reymonta. Powstała przy tym bogata dekoracja malarska. Placówka działała jako autorska inicjatywa oparta na dobrowolnych datkach zwiedzających, bez instytucjonalnego wsparcia. W 2016 łączną liczbę gości, którzy ją odwiedzili, szacowano na około 150 tysięcy, a liczba przepisanych dzieł wynosiła wówczas ponad 120 (należały do nich nie tylko książki Reymonta, ale również Adama Mickiewicza czy Henryka Sienkiewicza).
Przez cały okres funkcjonowania muzeum Modrzejewski borykał się z poważnymi kłopotami finansowymi, a stan techniczny lokalu stopniowo się pogarszał. Media wielokrotnie opisywały historię „ostatniego polskiego skryby”, który żyje bez ogrzewania, prądu i bieżącej wody, przepisując książki przy świecach, a przyświeca mu motto „w beznadziei jest nadzieja”. Powracającym problemem był brak możliwości formalnego wsparcia ze strony miasta, jako że placówka nie funkcjonowała w świetle prawa jako instytucja kultury, a sam Modrzejewski był określany jako osoba trudna we współpracy w sprawach praktycznych.
W grudniu 2023 osiągnięto porozumienie co do dalszych losów muzeum. Zbiory zostały wykupione i zabezpieczone przez Książnicę Beskidzką. Muzeum zawiesiło działalność, zadeklarowano jednak, że po remoncie budynku przy ul. Pankiewicza 1, powróci ono do swojej siedziby, a Tadeusz Modrzejewski pozostanie jego kustoszem. 
Zginął w marcu 2024 w wieku 71 lat w pożarze swojego mieszkania przy ulicy Andrychowskiej na osiedlu Beskidzkim.